# Tupirinna trilineata
Tupirinna trilineata is een spinnensoort uit de familie van de loopspinnen (Corinnidae).
De wetenschappelijke naam van de soort werd in 1937 als Parachemmis trilineatus gepubliceerd door Arthur Merton Chickering.